# Трофимов Олександр Степанович
Олександр Степанович Трофимов (7 жовтня 1903, село Кушниково Казанської губернії, тепер ліквідоване село Нижньокамського району, Татарстан, Російська Федерація — 15 червня 1980, місто Москва) — радянський діяч, 2-й секретар ЦК КП(б) Литви, 1-й секретар Балашовського і Чечено-Інгуського обкомів КПРС. Депутат Верховної ради Литовської РСР 3-го скликання. Депутат Верховної ради Російської РФСР 5-го скликання. Депутат Верховної Ради СРСР 2—4-го і 6-го скликань. Кандидат у члени ЦК КПРС у 1956—1961 роках. Член Центральної Ревізійної Комісії КПРС у 1961—1966 роках.

## Життєпис
Народився 24 вересня (7 жовтня) 1903 року в селянській родині. З 1918 року працював робітником у лісництві.
Після закінчення педагогічних курсів працював учителем початкової школи. З 1924 року — пропагандист районного комітету комсомолу.
З 1925 по 1926 рік служив у Червоній армії.
Член ВКП(б) з 1927 року.
У 1927—1931 роках — студент Саратовського державного педагогічного інституту.
З 1931 по 1937 рік працював у системі народної освіти міста Саратова, був директором середньої школи.
У 1937—1938 роках — секретар Саратовського міського комітету ВКП(б). У 1938—1939 роках — 2-й секретар Саратовського міського комітету ВКП(б).
У 1939—1941 роках — уповноважений Комісії партійного контролю при ЦК ВКП(б) по Читинській області.
У 1941—1942 роках — уповноважений Комісії партійного контролю при ЦК ВКП(б) по Краснодарському краю.
У 1942—1946 роках — уповноважений Комісії партійного контролю при ЦК ВКП(б) по Азербайджанській РСР.
24 листопада 1946 — 22 вересня 1952 року — 2-й секретар ЦК КП(б) Литви.
У вересні 1952 — січні 1954 року — в апараті ЦК КПРС у Москві.
У січні 1954 — листопаді 1957 року — 1-й секретар Балашовського обласного комітету КПРС.
У листопаді 1957 — січні 1959 року — інструктор ЦК КПРС у Москві.
У січні 1959 — вересні 1963 року — 1-й секретар Чечено-Інгуського обласного комітету КПРС.
З вересня 1963 року — на пенсії в місті Москві.
Помер 15 червня 1980 року. Похований на Троєкуровському цвинтарі Москви.

## Нагороди та відзнаки
- два ордени Леніна (1958,)
- два ордени Трудового Червоного Прапора (1947, .08.1963)
- орден «Знак Пошани» (1973)
- медалі